# Bulbophyllum tricolor
Bulbophyllum tricolor é uma espécie de orquídea (família Orchidaceae) pertencente ao gênero Bulbophyllum. Foi descrita por Lyman Bradford Smith em 1936.